# Stronger (Clean Bandit)
Stronger is een nummer van de Britse elektronische muziekgroep Clean Bandit uit 2015. Het is de tweede en laatste single van de speciale editie van New Eyes, het debuutalbum van Clean Bandit.
Het nummer werd in de eerste instantie in 2014 al uitgebracht met vocalen van Years & Years-zanger Olly Alexander. In 2015 bracht Clean Bandit een nieuwe versie van het nummer uit, ditmaal ingezongen door Alex Newell en Sean Bass (wiens zus Sharna het nummer "Extraordinary" van Clean Bandit inzong). "Stronger" werd enkel een hit in het Verenigd Koninkrijk, waar het de 4e positie bereikte. In het Nederlandse taalgebied werd het nummer een mager succesje, met in Nederland een 14e positie in de Tipparade en in Vlaanderen een 79e positie in de Tipparade.